# Jan Buikema
Jan Buikema (Hoogeveen, 14 juli 1944 - Assen, 27 september 2008) was een Nederlandse politicus voor het Christen-Democratisch Appèl (CDA).
Buikema was een uit de ARP afkomstig CDA-Tweede Kamerlid dat tot de linkervleugel van zijn fractie behoorde. Hij was tegenstander van plaatsing van kruisraketten in Nederland en voorstander van een olieboycot van het Zuid-Afrikaanse apartheidsregime. Hij hield zich in de Kamer vooral bezig met justitie-aangelegenheden. Buikema was deskundige op het gebied van het sociaal recht, die zich als Kamerlid vooral ontpopte als een gedegen wetgevingsjurist. Hij was voor en na zijn Kamerlidmaatschap ambtenarenrechter.
- Biografisch Portaal: 83975049
- Parlement.com: vg09llmgpcz7